# Carro semovente di Leonardo

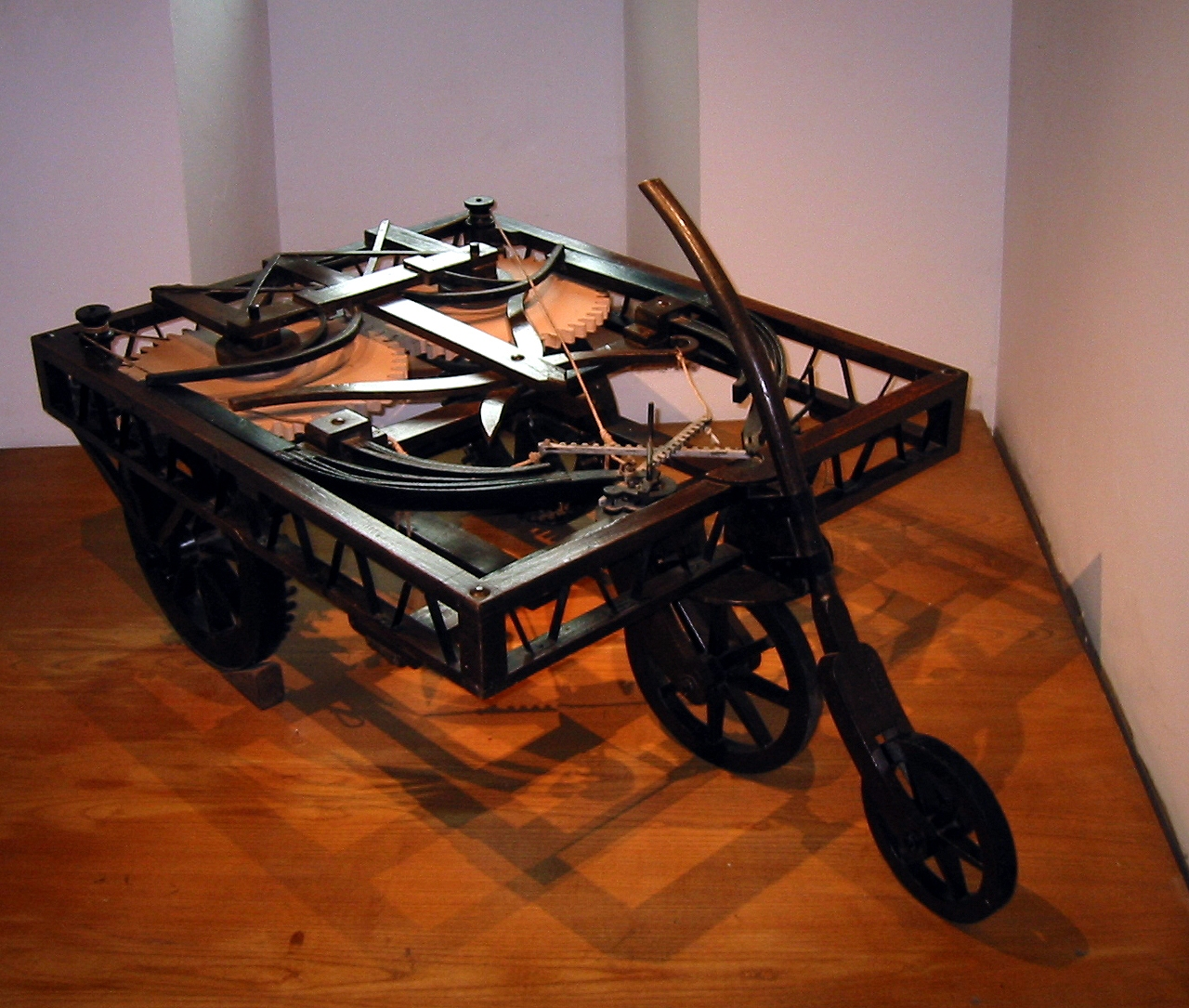
Ricostruzione del Carro semovente di Leonardo da Vinci (presso il Castello di Clos-Lucé)

Il Carro semovente è un progetto di un complesso automa meccanico ideato da Leonardo da Vinci, databile intorno al 1478. Viene considerata l'antenata dell'automobile moderna.
Lo schizzo del progetto è conservato nel Codice Atlantico.

## Descrizione
Dai numerosi schizzi di Leonardo conservati nel Codice Atlantico possiamo osservare le caratteristiche principali dell'automa, l'idea di Leonardo era quella di costruire una macchina in grado di muoversi, per far sì che questo avvenisse dovette munire la macchina di un sofisticato sistema di ruote dentate messe in moto da una coppia di molle in grado di immagazzinare energia utilizzabile a piacimento. Analizzando gli schizzi possiamo osservare come Leonardo avesse dotato il carro di un rudimentale differenziale permettendo così di impostare l'angolo di svolta dell'automa.

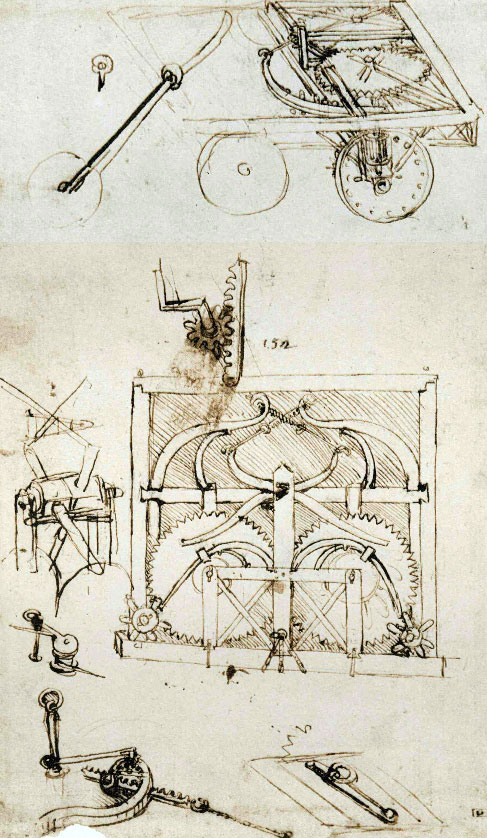
Particolari del Carro semovente

## Replica
Una replica del carro semovente di Leonardo è conservata presso il museo del Castello di Clos-Lucé (museo che conserva molte delle repliche delle invenzioni di Leonardo), nei pressi del Castello di Amboise ove Leonardo, ospite di Francesco I di Francia trascorse gli ultimi anni della sua vita.

## Realizzazioni
L'11 maggio 2009 la trasmissione televisiva Doing Da Vinci, del network Discovery Channel, ha realizzato il carro semovente (self-propelled cart in lingua inglese).